# Marie-Vincent Bernadot
Pierre Bernadot, nella religione Marie-Vincent Bernadot (Finhan, 14 giugno 1883 – La Bastide-l'Évêque, 25 giugno 1941), è stato un presbitero, scrittore e traduttore francese.
Sacerdote domenicano della provincia di Tolosa, fu il fondatore di tre riviste (La Vie spirituelle nel 1919, La Vie intellectuelle nel '28 e Sept nel '34) e della casa editrice Éditions du Cerf (nel ’29). Ha scritto o tradotto trentaquattro libri.

## Opere
- De l'Eucharistie à la Trinité, 1919[2].
- L'Ordre des Frères Prêcheurs, 1922.
- Sainte Catherine de Sienne : sa vie, son œuvre et sa doctrine, 1923.
- La Spiritualité dominicaine, 1926.
- L'Action surnaturelle dans la restauration dominicaine au XXe siècle : la mère M. Dominique Claire de la Sainte-Croix : 1832-1895, 1926.
- Le Joug du Christ, 1928.
- La Piété envers l'Église, 1928.
- Notre-Dame dans ma vie, 1937.
- Sainte Catherine de Sienne au service de l'Église, 1941.
- Lettres de direction, 1946 (postumo).
- Diverse traduzioni, in particolare dei Salmi, degli scritti di santa Caterina da Siena, di san Vincent Ferrer, di Umberto di Romans.
- Articoli vari, contributi, prefazioni, opere collettive.